# Salzgitter
Salzgitter là một thành phố ở bang Niedersachsen, Đức. Thành phố có diện tích 223,96  km², dân số thời điểm năm 2006 là 106.077 người.
Thành phố nằm giữa Hildesheim và Braunschweig. Cùng với Wolfsburg và Braunschweig, Salzgitter là một trong 7 Oberzentren của bang Niedersachsen (gần tương đương với một vùng đô thị). Với dân số 109.142 người và diện tích 223,94 km² (thời điểm 30 tháng 1 năm 2004), đây thành phố rộng nhất bang Niedersachsen và một trong những thành phố rộng nhất Đức. 
Bản mẫu:Germany districts lower saxony